# Eugenie Clark
Eugenie Clark (4 de mayo de 1922  – 25 de febrero de 2015), también conocida como La Dama de los Tiburones (The Shark Lady), fue una ictióloga estadounidense conocida por sus investigaciones sobre los peces venenosos de los mares tropicales y sobre el comportamiento de los tiburones. Fue pionera en el campo del buceo con fines científicos.

## Infancia y educación
Clark nació y creció en la ciudad de Nueva York. Su madre, Yumico, era de ascendencia japonesa; su padre, estadounidense, murió antes de que ella cumpliera sus 2 años de edad. Yumico luego se casaría con un empresario gastronómico de Nueva York, Masatomo Nobu. Cuando tenía 9 años, Clark quedó fascinada con los peces a raíz de visitas al acuario de Nueva York y comenzó a coleccionar peces, anfibios y reptiles en el pequeño departamento familiar.
Recibió su título de Bachelor of Arts en el Hunter College (1942), donde hizo un postgrado en zoología, y su primer maestría (1946) y título doctoral (1950) los obtuvo en la Universidad de Nueva York, donde se interesó particularmente en los peces ballesta y las lijas. A poco de recibir su Bachelor of Arts, Clark se casó con un piloto llamado Jideo Umaki. Su matrimonio duró 7 años.
Durante sus años de estudio superior, desarrolló actividades de investigación en el Scripps Institute of Oceanography en La Jolla, en el Museo Americano de Historia Natural en Nueva York, en el Marine Biological Laboratory de Woods Hole, Massachusetts, y en el Lerner Marine Laboratory de Bimini. Su viaje de investigación más largo en este período comenzó en 1949, cuando se unió a un programa patrocinado por la Oficina de Investigación Naval para realizar investigaciones científicas en la Micronesia. En el transcurso de aproximadamente un año, realizó estudios sobre las poblaciones de peces en Guam como así también en las Islas Marshall, las Islas Palau, las Islas Marianas del Norte, y las Islas Carolinas. Sus investigaciones y viajes en la Micronesia conformaron el tema de su primer libro, Lady with a Spear (1953). El libro tuvo gran aceptación popular, con una tirada de varias ediciones y traducciones a otros idiomas. 
Sus estudios doctorales enfocaron su investigación sobre la reproducción de las especies de peces cola de espada. En 1950, luego de obtener su doctorado, recibió una beca del Programa Fulbright para continuar estudios de ictiología en el Marine Biological Station de Hurgada, en la costa norte del Mar Rojo de Egipto. Durante su estadía en Hurgada, se casó en segundas nupcias con Ilias Papakonstantinou, un médico griego. Tuvieron dos niñas y dos varones: Hera, Aya, Themistokles Alexander, y Nikolas Masatomo.

## Carrera académica y científica
Clark fue directora fundadora (desde 1955 hasta 1967) del antiguo Cape Haze Marine Laboratory, conocido ahora como el Mote Marine Laboratory, en Sarasota. En 1968, Clark se unió a la facultad de la Universidad de Maryland en College Park. A pesar de haberse retirado de la enseñanza, mantuvo los títulos de Investigadora Científica Senior y profesora Emérita de Zoología hasta su muerte. Dictó conferencias en más de 60 colegios y universidades de los Estados Unidos y en más de 19 países.
Clark estudió el comportamiento, ecología y taxonomía de peces durante más de 50 años, especialmente sobre los tiburones. Sus investigaciones han sido respaldadas a través de los años por entidades como la Fundación Nacional para la Ciencia, el Instituto Smithsoniano, la National Geographic Society, y la Administración Nacional Oceánica y Atmosférica. Recibió tres doctorados honorarios en ciencias (de la Universidad de Massachusetts, la Universidad de Long Island, y la Universidad de Guelph) y numerosos premios de la National Geographic Society, el Explorers Club, la Underwater Society of America, la American Littoral Society, la Women Divers Hall of Fame, y otras instituciones. En 1976 se convirtió en miembro de la Asociación Estadounidense para el Avance de la Ciencia, y en 1994 fue premiada con la Medalla de la Excelencia por la Sociedad Americana de Oceonógrafos. Varias especies de peces llevan su nombre en su honor: Callogobius clarki, Sticharium clarkae George y Springer, Enneapterygius clarkae Holleman, y Atrobucca geniae Ben-Tuvia y Trewavas.
Clark nadó con tiburones por más de 40 años. Durante una fase de su investigación, descubrió que un líquido lechoso secretado al contacto por el pez plano Pardachirus marmoratus servía como repelente de tiburones. En pruebas realizadas en el océano, se comprobó que los tiburones evitaban comer Pardachirus marmoratus ofrecidos a través de una línea.
La gente solía preguntarle si alguna vez había sido atacada por tiburones, y Clark respondía que solo una vez, pero fuera del agua: estaba conduciendo hacia una escuela para dar una charla sobre tiburones y llevaba una mandíbula disecada de un tiburón tigre de 3 metros y medio en el asiento del acompañante. Frenando bruscamente en un semáforo, extendió su brazo para evitar que la mandíbula dañara el tablero. Los dientes se hundieron en su brazo, y Clark obtuvo una mordida en forma de semicírculo.
Las investigaciones de Clark la llevaron a recorrer el mundo. Llevó la bandera de la Sociedad de Mujeres Geógrafas a Etiopía, y por debajo del agua en Japón y Egipto; llevó la bandera de la National Geographic Society a Egipto, Israel, Australia, Japón y México. Se mantuvo activa en la investigación de campo sobre peces mediante buceo por el resto de su vida. 
Clark compartía las aventuras y la emoción de sus investigaciones científicas a través de artículos en publicaciones académicas, conferencias, y apariciones en TV, y en artículos de revistas populares como National Geographic y Science Digest. Además ha escrito tres libros: Lady with a Spear (1951), que describe sus aventuras en la Micronesia y el Mar Rojo, The Lady and the Sharks (1969), que relata los comienzos del Cape Haze Marine Laboratory, y The Desert Beneath the Sea (1991), un libro para niños escrito con Ann McGovern que describe el trabajo científico de investigar el lecho arenoso del mar. 
Clark falleció el 25 de febrero de 2015 a los 92 años, en Sarasota, Florida.
En 2020, el doctor en ciencias, José I. Castro escribió el libro "Genie The Life & Recollections of Eugenie Clark", obra que dedicó a la vida y logros de Eugenie Clark.